# Бахем, Эрих
Эрих Бахем (нем. Erich Bachem; 12 августа 1906, Мюльхайм-ан-дер-Рур, Германская империя — 25 марта 1960, Мюльхайм-ан-дер-Рур, ФРГ), немецкий инженер и авиационный конструктор, также разрабатывал жилые трейлеры. Был пионером европейского караванинга.

## Биография
Эрих Бахем родился 12 августа 1906 года в городе Мюльхайм-ан-дер-Рур, земля Северный Рейн-Вестфалия.

## Конструктор
В 1938 году, основываясь на знаниях аэродинамики и собственном конструкторском опыте, разработал свой первый жилой фургон — «Aero-Sport», который был изготовлен на планерном заводе «Wolf Hirth» из клееной фанеры. При организации производства сфокусировал свое внимание на трех основных качествах: надежности, звукоизоляции и аэродинамике.
С 1933 до 1942 года занимал должность технического директора в фирме Fieseler в немецком городке Кассель, а в 1938 году возглавил отдел развития.
В 1935 году Бахем участвует в разработке многоцелевого Fieseler Fi 156. Вместе с ним, создателями «Шторьха» были: руководитель проекта Герхард Физелер (нем. Gerhard Fieseler), начальник конструкторского бюро Райнхольд Мевес, Виктор Маугш (нем. Viktor Maugsch), Герман Винтер (нем. Herman Winter) и Зигурд Хернер (нем. Sigurd Hoerner), который отвечал за аэродинамику.
В 1941—1942 годах разработал два проекта высотных истребителей Fieseler Fi 166, которые достигали большего боевого потолка быстрее, чем обычные истребители. Первый вариант был комбинацией ракеты с самолетом на основе Messerschmitt Bf 109, с двумя реактивными двигателями Jumo 004. Ракета должна была поднять самолет на высоту 12 000 метров, потом отделиться и вернуться на землю на парашюте. Вторым проектом был двухместный самолет с ракетным двигателем, который использовался не только при запуске, но и в полёте. Обе конструкции дальше стадии проектирования не пошли.

### Bachem Ba 349

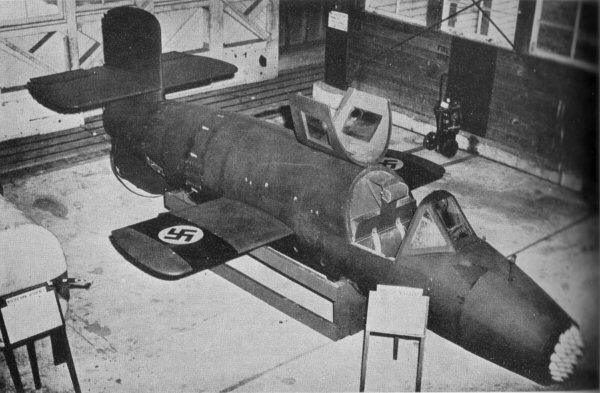
Ba 349 в Фарнборо (Англия), 1946

10 февраля 1942 года основал «Bachem Werke GmbH» в Бад-Вальдзе. Компания изначально строила запасные части для поршневых авиадвигателей, а в августе 1944, вместе с немецким конструктором ракетно-космической техники Вернером фон Брауном, изготовила первый пилотируемый ракетный перехватчик вертикального взлета, для атаки бомбардировщиков — Ba 349 Natter («Змея»). В сентябре 1944 Bachem Werke GmbH получила контракт на 15 экспериментальных самолетов. Единственный пилотируемый испытательный полет 1 марта 1945 завершилось гибелью лётчика-испытателя Лотара Зибера (нем. Lothar Sieber; 7 апреля 1922, Дрезден — 1 марта 1945, Штеттен-ам-Кальтен-Маркт). Времени на продолжение летных испытаний уже не было и, в итоге, ракетный перехватчик на вооружение не поступил.

### Послевоенный период

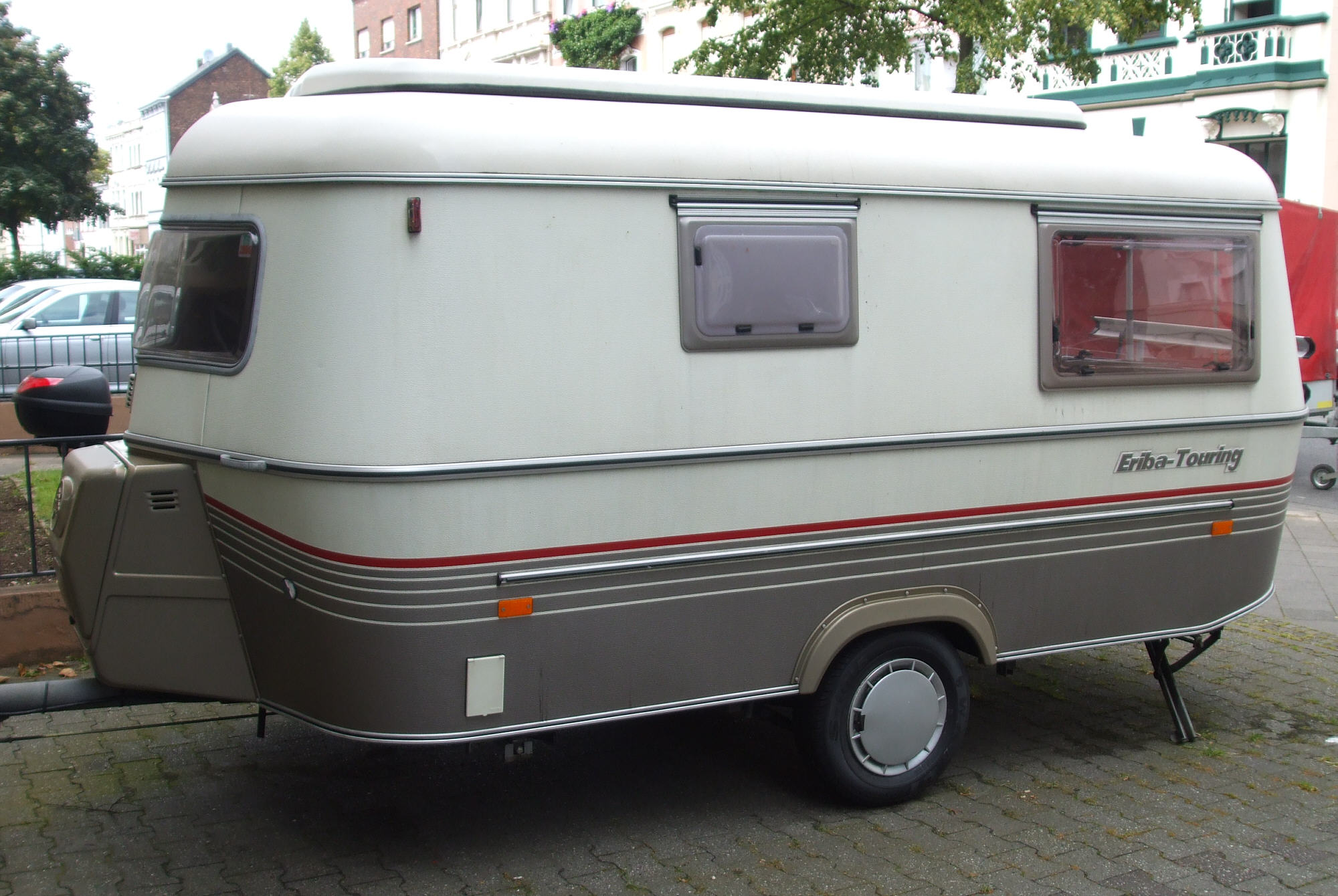
Жилой трейлер «Eriba-Touring»

В 1948 году Бахем, через Данию и Швецию покинул Германию, чтобы впоследствии поселиться в Аргентине. Предполагают, что он хотел избежать американских агентов, которые планировали доставить его в США с группой Вернера фон Брауна в рамках «Операции Скрепка». В Аргентине, среди прочего, он принимал участие в проекте по строительству завода музыкальных инструментов.
В 1952 году вернулся в Германию и поселился в Бад-Вальдзе, стал техническим директором в компании своего отца Генриха Вильгельма Шварца — «Ruhrthaler Maschinenfabrik Schwarz & Dyckerhoff GmbH», в Мюльхайм-ан-дер-Рур. Там он разработал современный корпус шахтного локомотивв Ruhrthaler Vollsicht и другие части оборудования горной промышленности, а также магистральные тепловозы. С 1957 года вместе с Эрвином Хюмером (нем. Erwin Hymer) разрабатывает жилые трейлеры, продаваемые под торговой маркой «Hymer» — самый успешный в Европе кемпинг для караванинга. Бахем увлекался туризмом и уже до войны имел свои собственные проекты, поэтому был поставлен во главе сбытовой сети, которая получила название «Eriba». Марка Eriba сохранилась и сегодня, но теперь уже как часть продукции большого концерна «Hymer». В Германии и в соседних с ней странах существуют клубы любителей Eriba-Hymer.

## Последние годы
Эрих Бахем умер 25 марта 1960 году в Мюльхайм-ан-дер-Руре, а в 1978 году там же, умерла его жена Эрика.